# Pinot gris
Pinot gris (italiensk: pinot grigio, tysk: Grauburgunder) er en meget udbredt og stadig mere populær druesort.
Druen er en mutation af pinot noir og stammer fra Bourgogne. Der er tale om en hvidvinsdrue, selv om skindet ved høsten har en grålig-lyserød farve – deraf navnet. Selve druen har mere duft og smag, men mindre syre end sin artsfælle pinot blanc. Derfor er en pinot gris mere frugtagtig og rund i smagen. Californiske pinot gris-vine er oftest fremstillet uden lagring på eg og er også i fremgang.